# DekaBank
DekaBank è la banca finanziaria e d'investimento tedesca (Provider of Asset Management and Capital Market Solutions) delle Sparkasse-Finanzgruppe, l'associazione delle Casse di risparmio tedesche. Fondata nel 1918, ha la sede operativa a Francoforte.
Insieme alle sue controllate forma il Gruppo Deka, che ha un patrimonio complessivo di circa 220 miliardi di euro (al 31 dicembre 2014) e circa 4 milioni di titoli. Nel 2014 aveva un cespite di 113,175 miliardi di euro e contava un numero di dipendenti pari a 4183.

## Storia
Nel maggio 2019, la banca commerciale Helaba e DekaBank hanno iniziato trattative per giungere ad un'intesa. Alla fine dell'anno le trattative per "una profonda cooperazione" sono state confermate.